# Giacomo Gaglione

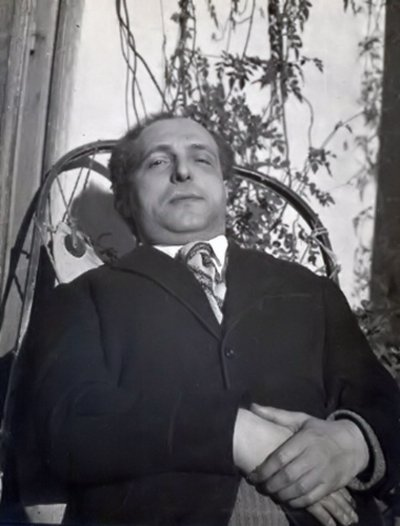
Giacomo Gaglione

Giacomo Gaglione (* 20. Juli 1896 in Marcianise, Provinz Caserta, Kampanien, Italien; † 28. Mai 1962 in Capodrise, Provinz Caserta, Kampanien, Italien) war ein katholisches italienisches Mitglied des Ordo Franciscanus Saecularis (Franziskanische Gemeinschaft). Am 3. April 2009 verlieh ihm Papst Benedikt XVI. den Ehrentitel eines Ehrwürdigen Dieners Gottes. Die Kongregation für die Selig- und Heiligsprechungsprozesse hat den Prozess zu seiner Seligsprechung eröffnet.

## Leben
Gaglione wurde in Marcianise in der Provinz Caserta in eine wohlhabende Familie hineingeboren. Im Alter von 16 Jahren machten sich die ersten Symptome der Krankheit Morbus Bechterew bemerkbar. Er fand sich im Bett mit gelähmten Beinen. Ärztliche Behandlungen mit verschiedenen Methoden führten zu keiner Besserung seines Zustandes.
Im Jahr 1919 besuchte Gaglione den bekannten Kapuziner Pio von Pietrelcina in der Hoffnung auf ein Heilmittel. Stattdessen führte dieses Treffen jedoch dazu, dass er seine Krankheit als christliche Mission akzeptierte. Er wurde ein geistlicher Sohn des Mönchs, der ihn weiterhin, angeblich  mit der Gabe der Bilokation, unterstützte. Im Januar 1921 wurde er von einem Arzt untersucht, dem späteren Heiligen Giuseppe Moscati, und im August des gleichen Jahres trat er der Franziskanischen Gemeinschaft bei. Er legte sein Bekenntnis im folgenden Jahr ab unter dem Namen des Franziskus, in Verehrung des Franziskus von Assisi.
Im August 1929, nach 17 Jahren der Unbeweglichkeit, machte Gaglione die erste seiner neun Wallfahrten nach Lourdes, eine Erfahrung, die später Grundlage seines ersten Buches wurde: Il pellegrinaggio di un’anima (sinngemäß übersetzt: Die Wallfahrt der Seele). Dort gründete er das L’apostolato della sofferenza (Apostolat des Leidens), eine geistige Bruderschaft, die dazu dienen sollte, die Kranken von der Liebe Gottes zu überzeugen. Die Institution fand die Unterstützung des Bischofs von Caserta, Gabriele Moriondo. Der Gründer wurde von Papst Pius XI. empfangen, der ihm die Auszeichnung Pro Ecclesia et Pontifice verlieh, während im November 1944 Papst Pius XII. ihn zum Komtur des Silvesterordens ernannte. Seit 1952 gibt das Apostolat eine eigene Zeitschrift, Ostie sul mondo, heraus. Zu dieser Zeit veröffentlichte Gaglione sein zweites Buch, Allo specchio della mia anima (Im Spiegel meiner Seele).
Am 20. Oktober 1961 veröffentlichte Gaglione sein letztes Buch: 50 anni di croce per saper sorridere (50 Jahre am Kreuz, um lächeln zu können).
Gaglione starb am 28. Mai 1962 in Capodrise. Bei seiner Beerdigung am nächsten Tag erschienen viele Menschen aus ganz Italien. Im Jahr 1965 wurden nach dem Willen der kirchlichen Behörden seine sterblichen Überreste zu der lokalen Pfarrkirche St. Andreas überführt.